# Anna Biryukova
Anna Biryukova (Sverdlovsk, 27 de setembro de 1967) é uma ex-atleta russa especialista no salto triplo. Ela foi campeã mundial desta prova no Campeonato Mundial de Atletismo de 1993, em Stuttgart, Alemanha. 
Conquistou a medalha de ouro estabelecendo um então recorde mundial de 15,09 m. Dois anos depois, no Campeonato Mundial de Atletismo de 1995 em Gotemburgo, Suécia, ela ficou com a medalha de bronze e assistiu a ucraniana Inessa Kravets quebrar seu recorde com uma marca de 15,50 m, que perdurou como recorde mundial por 26 anos, até ser quebrado pela venezuelana Yulimar Rojas nos Jogos de Tóquio 2020.